# Короватичский сельсовет
Короватичский сельсовет — административная единица на территории Речицкого района Гомельской области Беларуси. Административный центр — агрогородок Короватичи.

## История
В состав Короватичского сельсовета до середины 1930-х годов входил посёлок Красные Орлы (не существует).

## Состав
Короватичский сельсовет включает 10 населённых пунктов:
- Богдановка — посёлок.
- Будка — деревня.
- Капоровка — деревня.
- Короватичи — агрогородок.
- Красная Дуброва — деревня.
- Лазаревка — деревня.
- Первомайск — деревня.
- Переволока — агрогородок.
- Прудище — посёлок.
- Тишковка — деревня.